# Fugitivas
Fugitivas es una película española dirigida por Miguel Hermoso.

## Argumento
Tony (Laia Marull) es una joven nacida en un barrio pobre. Junto a su novio, Juanjo (Jesús Olmedo) y 2 colegas Maxi (Miguel Hermoso Arnao) y Moco (Roberto Cairo) deciden atracar una Administración de Loterías, pero Juanjo piensa fugarse con Tony tras hacerse con el botín...

## Premios

### Goyas 2001
| Categoría               | Persona      | Resultado |
| ----------------------- | ------------ | --------- |
| Mejor actriz revelación | Laia Marull  | Ganadora  |
| Mejor canción original  | Manuel Malou | Ganador   |

- Datos: Q5413278